# C13H27NO
化学式C13H27NO（摩尔质量：213.365 g/mol）可以指以下化合物：
- 十三酰胺，CAS号：34778-57-9
- N,N-二乙基壬酰胺，CAS号：10385-09-8
- N-甲基十二酰胺，CAS号：27563-67-3
- N-十二烷基甲酰胺，CAS号：7402-57-5
- 1-叔丁氧基-2,2,6,6-四甲基哌啶，CAS号：54051-41-1

|  | 这个同类索引页列出了具有相同分子式的化学物（即同分異構體）条目。 除非您是有意链接至本页，否则应将相应条目的内部链接指向正确的条目。 |